# Anna Schindler
Anna Schindler (* 12. April 1968 in Bern) ist eine Schweizer Geographin, Dozentin und Journalistin.

## Leben
Anna Schindler studierte an der Universität Bern Geographie mit Spezialisierung in Stadtentwicklung.
Als Kultur- und Architekturjournalistin war sie für verschiedene deutsch- und englischsprachige Zeitungen und Zeitschriften tätig, unter anderem als Redaktorin für die Schweizer Fachzeitschrift Werk, Bauen + Wohnen. Schindler ist Trägerin des Zürcher Journalistenpreises 2002, den sie für eine Artikelserie in der Schweizer Wochenzeitung WOZ erhielt.
Von 2005 bis 2012 war sie Dozentin am Institut für angewandte Medienwissenschaften und am Zentrum für Kulturmanagement der Zürcher Hochschule für Angewandte Wissenschaften (ZHAW). Seit 2011 ist sie Direktorin der Stadtentwicklung der Stadt Zürich, einer Dienstabteilung des Präsidialdepartements der Stadt Zürich.
Anna Schindler lebt mit ihrem Mann und ihren drei Söhnen in Zürich.